# Higher Power (Lied)
Higher Power ist ein Lied der britischen Rockband Coldplay aus dem Jahr 2021.

## Entstehung und Veröffentlichung
Das Lied wurde von den Coldplay-Mitgliedern Guy Berryman, Jonny Buckland, Will Champion und Chris Martin sowie den Koautoren Denise Carite, Max Martin und Federico Vindver, getextet beziehungsweise komponiert. Max Martin zeichnete darüber hinaus mit Oscar Holter und Bill Rahko für die Produktion verantwortlich. In der ersten Phase wurde das Lied in den Hansa Studios in Berlin aufgenommen. Aufgrund der COVID-19-Pandemie schickte Chris Martin regelmäßig Material an den Rest der Band, die mit Max Martin zusammenarbeitete, aber er stieß später zur Gruppe und der größte Teil des Stücks wurde in dieser Zeit aufgenommen, später wurde es in den MixStar Studios in Virginia Beach final aufgenommen.
Die Erstveröffentlichung von Higher Power erfolgte als Single am 6. Mai 2021 bei Parlophone Records. Diese erfolgte als digitaler Einzeltrack zum Download und Streaming (Katalognummer: 190296697883). Einen Tag später erschien auch eine offizielle CD-Single (Katalognummer: 9029672052) sowie in den Folgewochen diverse Remixe. Am 15. Oktober 2021 erschien das Lied als Teil des neunten Coldplay Studioalbums Music of the Spheres (Katalognummer: 0190296666988), dessen erste Singleauskopplung es ist.

## Liveauftritte
Am 2. Mai 2021 wurde der erste Liveauftritt von Higher Power in der Folge von American Idol am 9. Mai angekündigt. Die Official Charts Company teilte am 3. Mai mit, dass die Band den Song zur Eröffnung der BRIT Awards 2021 spielen würde, die auf einem Kahn auf der Themse bei der O2 Arena gedreht wurden. Coldplay haben den Song auch zusammen mit dem Stück Human Heart in ihr Set für das Glastonbury Festival am 22. Mai aufgenommen, das in Worthy Farm gefilmt wurde.

## Musikvideo
Coldplay veröffentlichten das Musikvideo unter der Regie von Dave Meyers am 8. Juni 2021. Das offizielle Video wurde als erster Teil eines dreiteiligen "melodischen Orbits" mit dem Titel Music of the Spheres enthüllt, der zum Zeitpunkt der Veröffentlichung Gerüchten zufolge der Titel ihres neunten Albums sein sollte. Der Begriff bezieht sich auch auf den Intro-Track, der im offiziellen Video sowie während des Livestreams von Live at Worthy Farm und ihres Auftritts beim BBC Radio 1's Big Weekend verwendet wurde. Das Video wurde von dem in Seoul lebenden Kim Boram choreografiert und zeigt Mitglieder seiner Tanztruppe, der Ambiguous Dance Company.

## Rezeption

### Preise
Bei den Grammy Awards 2022 wurde das Lied in der Kategorie „Best Pop Duo/Group Performance“ nominiert.

### Rezensionen
Ella Kemp vom NME bewertete das Lied mit 4/5 Sternen und merkte an, dass er "alles aufgreift, was Chris Martin und Co. in einem Leben voller Träume gelernt haben, und ihr Talent endlich in den Weltraum katapultiert - buchstäblich. Higher Power' lässt sich am besten durch die schiere Kraft der Melodie genießen, die einem das Gefühl gibt, in die Atmosphäre zu rasen [...]. Für eine Band, die so oft durch ihre emotionale Transparenz gefesselt war, ist [der Song] ein aufregender Sprung nach vorne.
Halle Kiefer von Vulture stellte Ähnlichkeiten mit Steve Winwoods "Higher Love" fest, lobte den Song aber auch mit den Worten, dass "Higher Power" im Vergleich um einige hundert Kilometer besser abschneidet.

## Kommerzieller Erfolg

### Chartplatzierungen
| ChartsChartplatzierungen       | Höchstplatzierung | Wochen |
| ------------------------------ | ----------------- | ------ |
| Deutschland (GfK)              | 35 (26 Wo.)       | 26     |
| Österreich (Ö3)                | 51 (18 Wo.)       | 18     |
| Schweiz (IFPI)                 | 18 (25 Wo.)       | 25     |
| Vereinigte Staaten (Billboard) | 53 (2 Wo.)        | 2      |
| Vereinigtes Königreich (OCC)   | 12 (21 Wo.)       | 21     |

| ChartsJahrescharts (2021)    | Platzierung |
| ---------------------------- | ----------- |
| Deutschland (GfK)            | 78          |
| Schweiz (IFPI)               | 76          |
| Vereinigtes Königreich (OCC) | 100         |

### Auszeichnungen für Musikverkäufe
| Land/Region                  | Auszeichnungen für Musikverkäufe (Land/Region, Auszeichnung, Verkäufe) | Verkäufe  |
| ---------------------------- | ---------------------------------------------------------------------- | --------- |
| Australien (ARIA)            | Platin                                                                 | 70.000    |
| Belgien (BRMA)               | Gold                                                                   | 20.000    |
| Brasilien (PMB)              | Platin                                                                 | 40.000    |
| Dänemark (IFPI)              | Gold                                                                   | 45.000    |
| Deutschland (BVMI)           | Gold                                                                   | 200.000   |
| Frankreich (SNEP)            | Gold                                                                   | 100.000   |
| Italien (FIMI)               | Platin                                                                 | 100.000   |
| Kanada (MC)                  | Gold                                                                   | 40.000    |
| Neuseeland (RMNZ)            | Gold                                                                   | 15.000    |
| Österreich (IFPI)            | Platin                                                                 | 30.000    |
| Polen (ZPAV)                 | Gold                                                                   | 25.000    |
| Portugal (AFP)               | Platin                                                                 | 10.000    |
| Spanien (Promusicae)         | Platin                                                                 | 60.000    |
| Vereinigtes Königreich (BPI) | Platin                                                                 | 600.000   |
| Insgesamt                    | 7× Gold · 7× Platin ·                                                  | 1.355.000 |

Hauptartikel: Coldplay/Auszeichnungen für Musikverkäufe